# Martin Singap
Martin Singap était le chef d’état-major de l’Armée de libération nationale du Kamerun (ALNK). Il est abattu le 8 septembre 1961 à Batié.

## Biographie

### Origines
Originaire de Bandenkop, Martin Singap connaît Felix Moumié, le chef de l'Union des populations du Cameroun (UPC). Il adhère jeune à la Jeunesse démocratique du Cameroun, mouvement des jeunes de l'UPC.
Martin Singap a pris la relève de Félix Moumié à Garoua, depuis la mutation de ce dernier à Douala. Alors que Singap annonce une cérémonie en l'honneur du drapeau de l'ONU pour le 10 avril 1955, le lamido, le sultan local, envoie ses hommes dans les quartiers frondeurs, tandis que les gendarmes français et leurs supplétifs de la Garde camerounaise se tiennent prêts à intervenir. Grâce aux « petits groupes armés » du lamido, se félicite l'administrateur local, René Tirant, « la manifestation ne [put] avoir lieu ».
En 1955, il suit les dirigeants de l'UPC dans leur exil à Kumba en zone sous contrôle britannique. Il sert alors comme agent de liaison de part et d'autre de la frontière linguistique.
En 1957, à la suite du début des massacres en pays bamiléké, il abandonne l'école et met sur pieds la SNDK (sinistre de la défense nationale du Kamerun). L’organisation est basée à Kumba et est considérée comme une partie du comité directeur de l'UPC.
Considéré comme combattant radical et intransigeant, il est porté à la tête de L'ALNK (armée de libération nationale du Kamerun).
En juillet 1960 à Accra, Félix Moumié, Abel Kingué font de Martin Singap le chef d'état major de l'ALNK. Il multiplie les attentats.
Peu après les décès de Félix Moumié, Paul Momo et Jéremie Ndéléné, traqué, Singap se terre à Bandenkop son village natal. Il est rattrapé et abattu à Batié.

### Circonstances de sa mort
La position de Singap devenait fragile. Ne contrôlant pas tous les groupes qui se réclament de l’ALNK, il dépense beaucoup d'énergie pour remettre son armée en ordre. Les responsables du parti en exil lui reprochent son manque de poigne, sa passivité et son indiscipline.
Il veut s’émanciper du principe selon lequel les décisions du parti priment sur celles de l’organisation militaire.
Au début 1961, il ne cesse alors de protester contre le court-circuitage de sa hiérarchie par des combattants ou des ordres venant directement d’Accra ou de Conakry vers ses subordonnés ou rivaux.
En février 1961, il s’élève violemment contre de telles pratiques : « Par vos gestes et vos ordres, nous voyons que vous avez juré de désorganiser et de diviser l’armée. […] Envoyez plus d’un million de désorganisateurs, nous sommes prêts à les accueillir conformément au programme en six points et conformément aussi aux lois militaires ou nos engagements en la noble cause “vaincre ou mourir”. »
Dans ce contexte de dissidence et de chaos, quelques semaines après l’arrivée d’Ouandié dans le Mungo, Singap est tué dans un refuge à Bapa, le 8 septembre 1961.
Les circonstances exactes de cet événement sont mystérieuses. Les militaires qui l’ont attaqué ne semblent pas avoir spécifiquement visé le chef de l’état-major général de l’ALNK et disent avoir accroché son groupe « par tout hasard ».
C'est plusieurs semaines après l’action qu’ils apprennent l’identité de leur victime, lorsqu’ils découvrent, dans une grotte, le récit détaillé de l’attaque. Récit écrit par le garde du corps de Singap sur une simple feuille d’écolier. Ce document, retrouvé dans les archives de Jacques Foccart, épaissit encore le mystère Singap. On y apprend que Singap est mort alors qu’il revenait d’une rencontre, au sud-ouest de Bamenda, avec Ndeh Ntumazah et alors qu’il avait dépêché son adjoint David Kana (alias « Mallam Défense ») pour aller à la rencontre d’Ernest Ouandié dans son refuge du Mungo.
Le rapport du garde du corps, racontant dans le détail l’embuscade fatale, ne donne pas de solution à l’énigme. Mais il est révélateur de la sociologie des combattants de l’ALNK et de leur détermination à « vaincre ou mourir », qu’il mérite d’être cité, en respectant son orthographe approximative. À cette étape du récit, le garde du corps tente de porter Singap, déjà blessé à trois reprises, au moment où les deux hommes subissent une nouvelle offensive :
« La menace atrospective recommence : quelle est cette malchance ? Quel est ce mauvais jour ? Je me trouvais déjà dans un cas de nécessiteux et en dépit de la menace j’essayais de répondre balles contre balles et nous voici dans la troisième embuscade où il n’y eut plus moyen de soulever pieds et son dernier soupir fut la gloire des ennemis. Ce dernier ennemis réussirent à surprend mon chef d’état-major sous perte de beaucoup des généreux Professeurs sans compter les néans d’allentour. Il me lança comme ses dernières paroles : “Aurevoir Mon Fils Confiance et courage” et sa dernière bénédiction dans l’armée fut sa main droite, qu’il souleva en l’air pour benir les quatre coins d’Afrique où il dit “L’Afrique libre”. »
À moins de 30 ans, disparaît l’un des principaux acteurs de la « résistance kamerunaise » depuis 1957. Ses ennemis louaient depuis des années, dans leurs rapports secrets, sa « bravoure », sa « valeur militaire » et son impressionnant « sens de la stratégie ».
Les autorités franco-camerounaises, n’ayant appris qu’a posteriori la mort de Singap, n’ont pas eu l’opportunité d’exploiter politiquement cette victoire. Enoch Kwayeb, alors  l’inspecteur général de l’administration pour l’Ouest déplorera en octobre 1961 : « Nous avons perdu le bénéfice de l’effet psychologique que cette mort aurait pu avoir sur la population si le cadavre avait été exposé comme celui de Momo Paul au grand public. »